# 鈴木俊 (東洋史学者)
鈴木 俊（すずき しゅん、1904年7月20日 - 1975年7月25日）は、日本の東洋史学者。

## 経歴
1904年、東京で生まれた。東京帝国大学文学部東洋史学科で学び、1929年に卒業。
修了後は、東洋大学教授に就いた。後に法政大学教授。戦後は九州大学教授、中央大学教授。1975年に死去。

## 研究内容・業績
専門は唐代経済史。

## 著作
著書
- 『唐宋時代の支那』日本放送出版協会(ラジオ新書) 1942
- 『東洋史上の日本民族』紀元社 東洋民族史叢書 1944
- 『概説東洋歴史』吉川弘文堂 1950
- 『東洋史要説』吉川弘文館 1953
- 『均田、租庸調制度の研究』刀水書房 1980

共編著
- 『東洋中世史 第2篇』(世界歴史大系 5) 三島一共著、平凡社 1934
- 『世界歴史大年表』(世界歴史大系 24) 井上幸治・宮城良造共編、平凡社 1936
- 『世界史 東洋』小竹文夫共編 雄渾社 1956
- 『教養の歴史』(全3巻) 共編、小峰書店 1957-58
- 『中国史の時代区分』西嶋定生共編、東京大学出版会 1957
- 『東洋史』小竹文夫共編、有信堂 1957
- 『世界史ハンドブック』井上幸治共編、朝倉書店 1965
- 『東洋史』太田常蔵・桜井芳朗共編著、小峯書店 1967

訳書
- 『東西交渉史：支那及び支那への道』ヘンリ・ユール著、アンリ・コルディエ補、東亜史研究会編訳、帝国書院 1944
  - 再版 原書房(ユーラシア叢書) 1975
- 『東方学回想 Ⅶ　先学を語る〈5〉』刀水書房 2000[2]

記念論集
- 『東洋史論叢 鈴木俊教授還暦記念』鈴木俊教授還暦記念会 1964
- 『東洋史論叢 鈴木俊先生古稀記念』山川出版社 1975